# Calahorra de Boedo
Calahorra de Boedo – gmina w Hiszpanii, w prowincji Palencia, w Kastylii i León, o powierzchni 17,99 km². W 2011 roku gmina liczyła 115 mieszkańców.